# パ・ド・ブレ
『パ・ド・ブレ』は2014年3月12日に発売されたCoccoのミニアルバム。

## 解説
- 前作『エメラルド』より約3年半ぶりのリリースである。
- Cocco本人の写真がアルバムジャケットに使用されるのは初めてのこと。（なお、シングルでは本人の写真を使用したジャケットが多く見られる。）
- Coccoの作品としては初めてのミニアルバム。また、初めての紙ジャケットデジパック仕様。
- アルバムタイトルの「パ・ド・ブレ」はダンス用語で、「繋ぎ」や「間」といった意味がある[1]。

## 収録曲
特に注記がない場合、作詞・作曲はCocco。
1. ありとあらゆる力の限り
編曲：根岸孝旨
  - 2014年3月10日にビデオクリップが公開された。
2. 花明り
編曲：Cocco
  - 2013年1月31日にYoutubeのオフィシャルチャンネルにて発表された曲。
3. 東京ドリーム
編曲：斎藤有太
  - 2013年10月23日にデジタルシングルとして発表された曲。同年10月25日には同名タイトルのエッセイ集を上梓している。なお、エッセイに掲載されている「東京ドリーム」の詩と本曲の歌詞には若干の相違がある。歌詞には唱歌「チューリップ」の一節が含まれている[2]。
4. キラ星
編曲：根岸孝旨
  - 2013年12月18日にデジタルシングルとして発表された曲。
5. 夢見鳥
編曲：Cocco
  - 2011年の全国ツアー「ベスト盤ライブ5本〆」で発表された新曲。歌詞の一部は亀井知永子（YONGEN）の詩「supernova」からの引用である[3]。なお、亀井はCocco作品の歌詞の英訳などでCoccoと関わりがある。
6. ゆりかごのうた
作詞：北原白秋、作曲：草川信、編曲：根岸孝旨
  - 本作唯一のカバーである。

## 演奏
- Cocco
  - Vocal
  - All Instruments & Chorus (#2)
- 古田たかし：Drums (#1)
- 根岸孝旨
  - Bass (#1)
  - All Instruments (#4.6)
  - Chorus (#4)
- 長田進：Guitar (#1)
- 堀江博久：Piano, Keyboards (#1.5)
- 奈良岡真紀：Chorus (#2)
- 斎藤有太：Piano, Programming (#3)
- 椎野恭一：Drums (#5)
- 高桑圭：Bass, Chorus (#5)
- 大村達身、藤田顕：Guitar (#5)
- Team Cocco：Chorus (#5)